# Vespasian-Titus-Tunnel
Koordinaten: 36° 7′ 22″ N, 35° 55′ 45″ O

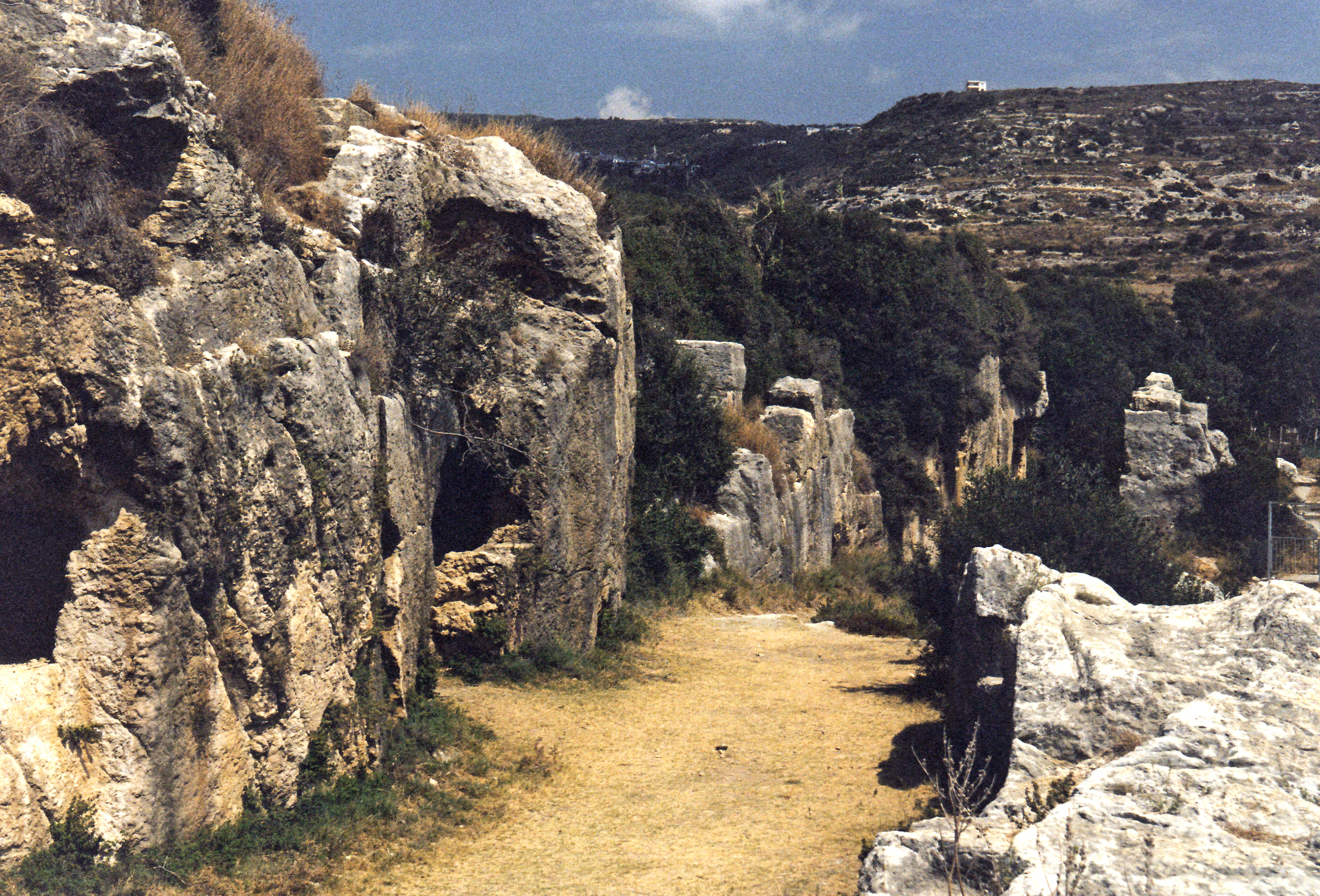
Ausgangskanal des Tunnels

Der Vespasian-Titus-Tunnel (auch Vespasiantunnel oder Titustunnel, türkisch Titus ve Vespasianus Tüneli) ist eine Flussumleitung aus der römischen Kaiserzeit in Seleukeia Pieria in der heutigen Provinz Hatay in der Türkei. Er ist seit dem 15. April 2014 in der Tentativliste des UNESCO-Welterbes eingetragen.

## Geschichte

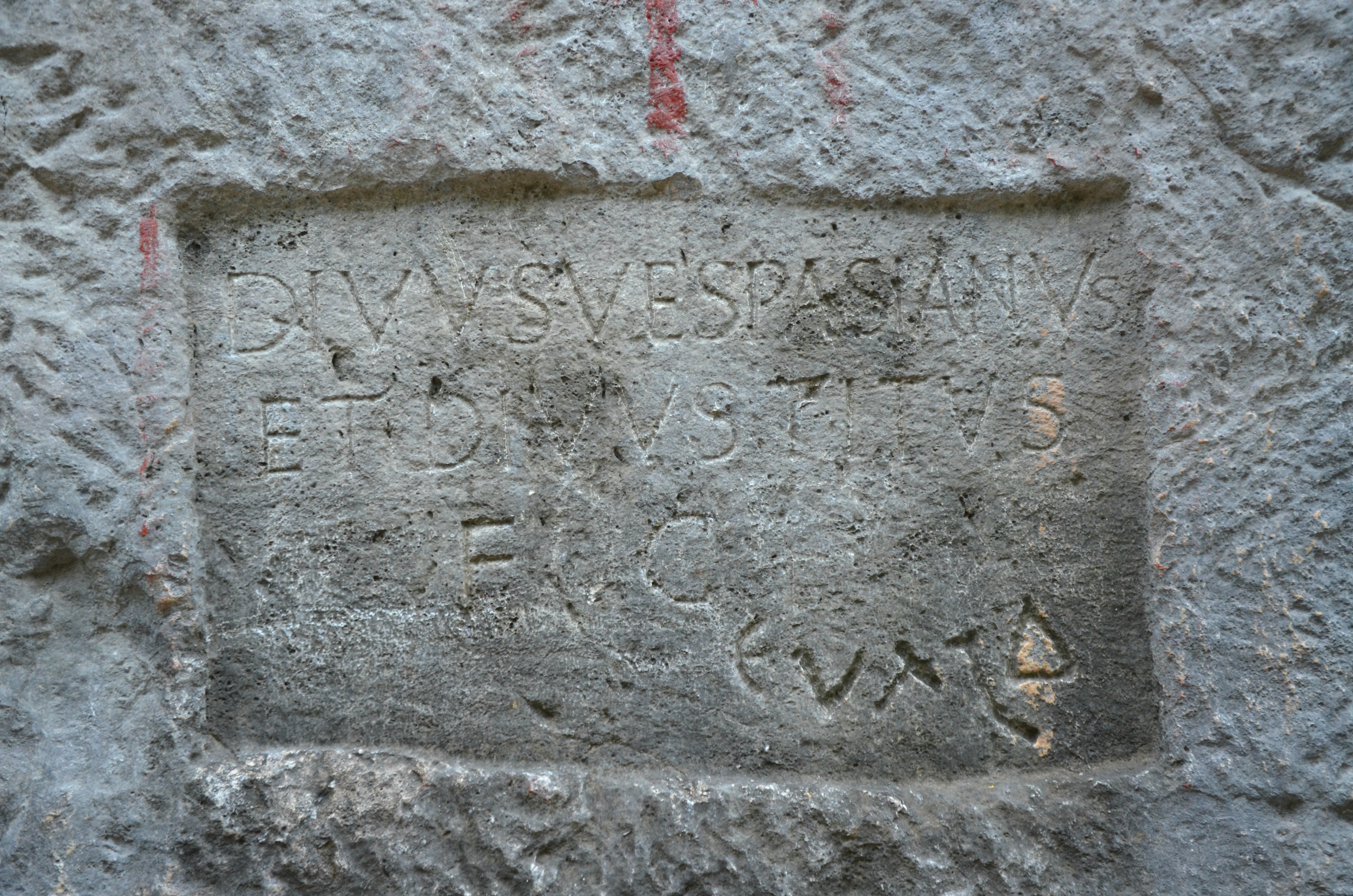
Bauinschrift des Tunnels mit Nennung der Kaiser Vespasian und Titus

Um 300 v. Chr. wurde an der Mündung eines Gebirgsbaches die Stadt Seleukia Pieria als Hafen von Antiochia am Orontes gegründet. An der Küste wurde ein ummauertes, zum Meer hin offenes Hafenbecken eingerichtet, sodass der Bach zunächst das Stadtgebiet und dann den Hafen durchfloss. Da der Hafen durch mitgeführtes Geröll immer wieder verlandete, waren regelmäßige Aushubarbeiten nötig. Wegen der zusätzlichen jährlichen Überschwemmungen zur Schneeschmelze wurde im 1. Jahrhundert n. Chr. beschlossen, den Fluss um die Stadt zu leiten. Die Bauarbeiten begannen unter Kaiser Vespasian (reg. 69–79) und wurden unter dessen Sohn Titus (reg. 79–81) weitergeführt. Vollendet wurde das Bauwerk vermutlich erst im 2. Jahrhundert unter Antoninus Pius (reg. 138–161). Spätestens im 5. Jahrhundert verlandete der Hafen dennoch und die Stadt verlor ihre Bedeutung.

## Anlage

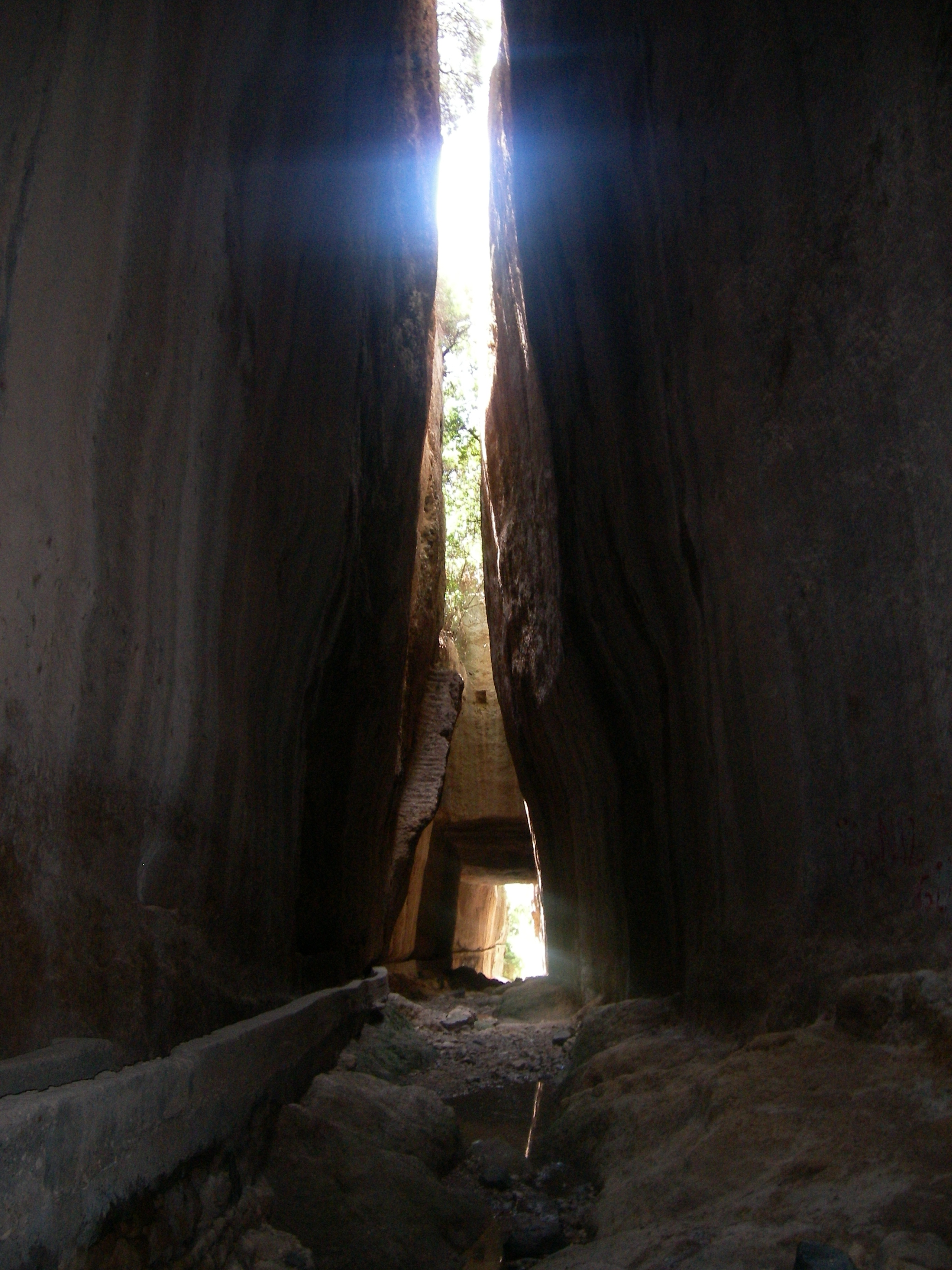
Vespasian-Titus-Tunnel

Die Umleitungsanlage liegt in Seleukia Pieria, dem heutigen Dorf Çevlik nahe Samandağ in der türkischen Provinz Hatay. Seleukia Pieria war der Hafen der antiken Stadt Antiochia am Orontes, der heutigen Provinzhauptstadt Antakya. Die Anlage liegt im Südosten des jetzigen Badeorts Çevlik.
Das Absperrbauwerk ist ein Damm mit einer Krone von 49 Metern Länge, 5 Metern Breite und 16 Metern Höhe. Er erreicht damit eine Höhe von 44,3 Metern über dem Meeresspiegel. Daran schließen sich stromaufwärts Aufschüttungen von 126 Metern Länge an. Nach einem 55 Meter langen Kanalteil, der in den anstehenden Kalkstein gegraben ist, folgt der erste, 90 Meter lange Tunnel. Sein hufeisenförmiges Mundloch ist 6,3 Meter breit und 5,8 Meter hoch. Der Querschnitt verändert sich nach drei Metern zu einem Rechteck von 6,9 mal 6,5 Metern am Ausgang. Der anschließende offene Kanal ist 64 Meter lang und erreicht Höhen zwischen 25 und 30 Metern. Den nächsten Teil bildet der zweite, 31 Meter lange Tunnelabschnitt. Sein rechteckiger Eingang misst 7,3 mal 7,2 Meter, der Ausgang ist trapezförmig, an der Sohle 5,5 Meter breit und 7 Meter hoch. Als letzter Teil folgt ein 635 Meter langer, offener Auslaufkanal mit Breiten zwischen 3,8 und 7,2 Metern und Höhen von 3,7 bis 15 Metern. Kurz nach dem zweiten Tunnel überspannt ein Brückenbogen den Wasserlauf. Das gesamte System hat eine Länge von 875 Metern.
Eine Felsinschrift am Eingang des ersten Tunnels gibt Vespasian und Titus als Erbauer der Anlage an, eine weitere Inschrift beim zweiten Tunnel nennt Antoninus Pius.